# 往生院 (東大阪市)
往生院（おうじょういん）は、大阪府東大阪市六万寺町にある臨済宗系単立の寺院。山号は岩瀧山。本尊は阿弥陀如来。寺号は六萬寺（ろくまんじ）である。

## 歴史
この地はそもそも6世紀末頃に建てられて、百済から帰国した善信尼が入寺したという桜井寺（大和国桜井寺（現・明日香村豊浦か）の説もある）があった場所である。また、文武天皇の時代には役小角が裏山である岩瀧山を修行の地としていたとする。
寺伝によると、その桜井寺の跡地に、聖武天皇の勅願によって行基が天平17年（745年）に薬師如来を本尊とする寺院・六萬寺を創建したと伝えられる。封境70戸・寺田百畝を天皇より寄進されたという。
だが、その後は次第に衰微していき、宇多天皇の勅願によって伽藍の修復、修理が行われて食邑30余町の寄進を受けて復興する。しかし、天慶年間（938年 - 947年）に伽藍が焼失してまたも衰退する。
長暦3年（1039年）、念仏聖であった安助上人によって再興され、往生院と称されるようになった。往生院は摂津国四天王寺の真東に当たっており、極楽浄土の入り口と考えられていた四天王寺西門のさらに西に沈む夕陽を拝する日想観を修する道場として栄えた。
南北朝時代、まだ幼少だった楠木正行が往生院で武芸を学んでいる。しかし、正平3年（1348年）には四條畷の戦いにおいて南朝方の武将となっていたその楠木正行がここに本陣を置いたため、戦いに巻き込まれて焼失した。正行ゆかりの地ということで正行の胴体は黙庵周諭によって焼けた往生院に葬られ、墓が作られている。また、正行の首は京都市右京区にある宝筐院にこれも黙庵によって葬られている。
創作ではあるが、室町時代の説話文学『吉野拾遺』によれば、赤松光範家臣宇野六郎の息子の熊王が、父の敵討ちのため楠木正儀を殺害しようとするも、正儀の恩情の深さに敵討ちを諦めて出家。正儀から授かった正寛（まさひろ）の名をそのまま使用して正寛（しょうかん）と号し、当寺院の僧になったという（楠木正儀#熊王の敵討ち）。
承応3年（1654年）に関白鷹司信房によって復興し、楠木正成・正行父子の供養塔が建立され、幕府から寺領170石が寄進された。しかし、明治時代になって四條畷神社創立の話が出ると、正行ゆかりの往生院の地に四條畷神社が作られる可能性が高まった。そのため、寺域の強制的買収を恐れた往生院は自ら二石の供養塔を隠蔽、また古文献をも処分し、往生院は自らの手で破壊された。
四條畷神社が別の地に建てられた後の1893年（明治26年）、鷹司家が復興を試みるも進展せず、蓮海上人が復興を発願するもやはり進展しなかった。しかし、太平洋戦争後の1953年（昭和28年）より、しばらくして立誡和尚により復興された。

## 境内
- 本堂
- 光明殿
- 鐘楼堂
- 奥之院
- 民具供養館
- 歴史館
- 十二社大権現
- 楠木正行像
- 小楠公御墓所（東大阪市指定史跡） - 楠木正行の墓。
- 楠木正成供養塔
- 庫裏
- 山門
- 総門（冠木門）

## 文化財

### 重要美術品
- 後陽成天皇宸翰御消息 - 3月12日 御花押 李部王宛。

### 大阪府指定有形文化財
- 木造阿弥陀如来坐像及両脇侍立像 3躯 附：阿弥陀如来像内納入文書 5点 - 平安時代前期。
- 木造阿弥陀如来坐像 - 平安時代。
- 木造十一面観音立像 - 平安時代。
- 柊形小札鋲留眉庇付冑 附：三角板鋲留短甲残闕（ひいらぎがたこざねびょうどめ まびさしつきかぶと つけたり さんかくいたびょうどめ たんこうざんけつ） - 5世紀。

### 大阪府指定史跡
- 河内往生院伝承地

### 東大阪市指定史跡
- 楠木正行墓